# Heroes of Might and Magic II
A Heroes of Might and Magic II: The Succession Wars (röviden Heroes II) egy körökre osztott stratégiai játék, melyet a New World Computing fejlesztett és a 3DO adott ki 1996-ban. A második epizódja a Heroes of Might and Magic-sorozatnak, mely meghozta az igazi népszerűséget. Egy kiegészítője jelent meg, a The Price of Loyalty, a kettő együtt pedig Heroes II Gold néven 1998-ban. 2000 októberében a PC Guru teljes játékként jelentette meg Magyarországon.

## Játékmenet
Legtöbb vonatkozásában a Heroes II tulajdonképpen az első rész feljavított grafikával rendelkező folytatása. A játékmenet teljesen ugyanaz: a játékos feladata egy királyság menedzselése, nyersanyagok biztosítása, hadseregek toborzása, hősök fejlesztése, ezt követően pedig az ellenség legyőzése és kastélyainak elfoglalása. Néhány apróság terén azért fejlődést is bemutatott az első részhez képest, amelyek a folytatásokban is fontos szerepet töltenek be. A négy korábbi frakció (lovag, barbár, boszorkány, hadúr) mellé bekerült a nekromanta és a varázsló. Mindegyik frakció saját várakat és saját lényeket kapott, és így állt össze a "3 jó – 3 gonosz" frakció.
A hősök fejlődésük során ugyanúgy fejlődhetnek képzettségek terén, megjelentek azonban a másodlagos képzettségek, melyekkel változatosabb módon fejleszthetők. Ezekből nyolcat lehet felvenni, alap (Basic), fejlett (Advanced) és szakértő (Expert) szinteken. Ezzel a korábbi epizód egyetlen, fix, osztályhoz kapcsolódó bónuszát váltották ki. Átalakították a varázslatok rendszerét: míg az első részben minden varázslatot memorizálni kellett és csak egy bizonyos ideig voltak használhatók, utána újra kellett tanulni őket, addig ebben az epizódban bevezették a varázspontok rendszerét, azaz az egyszer megtanult varázslat nem vész el, cserébe mindegyik használata meghatározott varázspontot igényel. Ugyancsak ebben a részben jelent meg először, hogy a lényeket tovább lehetett fejleszteni, plusz képességekre szert téve ezzel.
A játék számos beépített pályát és egy korrekt kampánymódot kapott, mely két oldal: a jó és a gonosz közötti választással indul, és mindkét hadjáratban igénybe vehetjük az azt az oldalt támogató frakciók segítségét. Egyes elért eredményeket a következő pályákra is átvihetünk, stratégiai szempontból pedig fontos lehet, hogy a következő pálya elindítása előtt lehetőségünk van egy bónusz választására.

## Történet
Az előző rész azzal ért véget, hogy Morglin Ironfist megerősítette hatalmát Enrothban, és hosszú évekig uralkodott királyként. Halála után két fia harcolt a trónért. Az idősebb jogán Rolandnak jutott a korona, de Archibald, az öccse minden eszközt megragadott, hogy megakadályozza királlyá választását, és ezért módszeresen megölette a választófejedelmeket, majd az elkövetést ráfogta Rolandra, magát pedig királlyá kiáltatta ki. A száműzött Roland ellenálló seregeket szervezett, hogy visszavegye trónbitorló öccsétől a királyságot. A játék két hadjáratot ölel fel: az egyik Rolandé, a másik Archibaldé. Ha Archibald győz, ő marad Enroth megkérdőjelezhetetlen uralkodója, aki Rolandot börtönbe veti. A hivatalos befejezés szerint Roland az, aki győz, aki visszaszerzi a trónt és kővé változtatja öccsét (amelyre a Might and Magic VI-ban utalnak is).

## Fejlesztés
Mivel az alapok készen voltak az első résznek köszönhetően, így a fejlesztés tulajdonképpen még rövidebb is volt, mint az előző epizódé.

## Fogadtatás
1996 decemberében a PC Gamer jelentése szerint a játék nagyon jól fogyott, a kereskedők részéről folyamatos az utánrendelés. 1997 októberére az első résszel együtt több mint félmilliót adtak el belőle, 1999 decemberéig pedig másfél milliót.
A Next Generation magazin üdítőnek nevezte, hogy a játék megjelent Mac OS-re is, mert a fantasy stratégiai játékokból nem sok jelent meg erre a platformra. A Computer Gaming World, amely már az első részt is az egekbe magasztalta, azt írta, hogy ez az epizód még annál is jobb. Két negatívumot írtak csak le: nem lehet a karakterekkel passzolni a kört, és a hősöket nem lehet irányítani, miután valamennyi lényünket legyőzték.
A PC Gamer 1996 legjobb körökre osztott stratégiájának választotta meg, 1997-ben pedig a valaha volt 25. legjobb játéknak a lap brit kiadása. Az amerikai kiadás egyenesen minden idők 8. legjobbjának választotta 1998-ban, rögzítve, hogy a Civilization II mellett az egyik legaddiktívabb körökre osztott stratégia.

## Kiegészítő
A The Price of Loyalty névre hallgató kiegészítő 1997. május 16-án jelent meg a Cyberlore Studio fejlesztésében. Az alapjátékhoz képest némi bővítést tartalmazott minden téren: négy új kampány (melyek nem kötődnek az alapjátékhoz), új varázstárgyak, új térképek, továbbfejlesztett térképszerkesztő. A nekromanta frakció egy új, sok játékos által vitatott képességet, a halott karakterek csontvázként való feltámasztását kapta meg, amely a játékegyensúlyt erősen eltolta.

## Utóélet
A Free Heroes 2 fejlesztését még 2008-ban kezdte el Andrej Afletdinov, aki 2013-ig folytatta az aktív munkát néhány társával. Az eredeti forráskódok nem álltak rendelkezésre, így a teljes kezelőfelület újraalkotása volt a feladat. 2009-ben Arthur Jarosík (Arti) készített el egy pre-alfa átiratot AmigaOS 3.x-re, melyben még egyes funkciók nem működtek és tesztelés is csak emulációs környezetben (Amithlon/UAE) történt. AmigaOS 4-re Fredrik Wikstrom adott ki 2013-ban egy PowerPC re-implementációt. Az AROS átirat Bíró Szilárd munkája, míg MorphOS alatt a BeWorld tartja naprakészen a portot.
2019-ben vette át Afletdinovtól a projektet Free Heroes 2: Resurrection néven a ma is aktív fejlesztői csapat, Ihar Hubchyk (ihhub) vezetésével. A munka jelenleg közösségi formában zajlik, így megfelelő tudás megléte esetén bárki csatlakozhat a fejlesztői csapathoz. A cél alapvetően az eredeti játék teljes implementációja az alapoktól újraírva a kódot, kiküszöbölve az eredeti játék ismert hibáit (bugok), illetve hiányosságait. A fejlesztők tervei között szerepel a hálózatos játékmód implementálása a közeljövőben. A szoftver GNU General Public License v2.0 licenc alatt szabadon terjeszthető.

## Fordítás
Ez a szócikk részben vagy egészben  a   Heroes of Might and Magic II című angol Wikipédia-szócikk ezen változatának fordításán alapul.  Az eredeti cikk szerkesztőit annak laptörténete sorolja fel. Ez a jelzés csupán a megfogalmazás eredetét és a szerzői jogokat jelzi, nem szolgál a cikkben szereplő információk forrásmegjelöléseként.